# Stazione di Panicaglia
La stazione di Panicaglia era una fermata ferroviaria posta lungo la ferrovia Faentina ubicata alla periferia sud del paese di Panicaglia, frazione del comune di Borgo San Lorenzo, in pieno Mugello. È stata soppressa nel 2012 insieme ad altri impianti della linea.

## Storia
La fermata venne inaugurata nel 21 aprile 1893 in concomitanza del tratto Marradi-Borgo San Lorenzo della ferrovia Faentina.
Nel 1958 il servizio della stazione, insieme a quelle di Ronta e Crespino del Lamone, venne esteso.
È stata soppressa nel 29 luglio 2012 insieme ad altri impianti della linea.

## Strutture e impianti

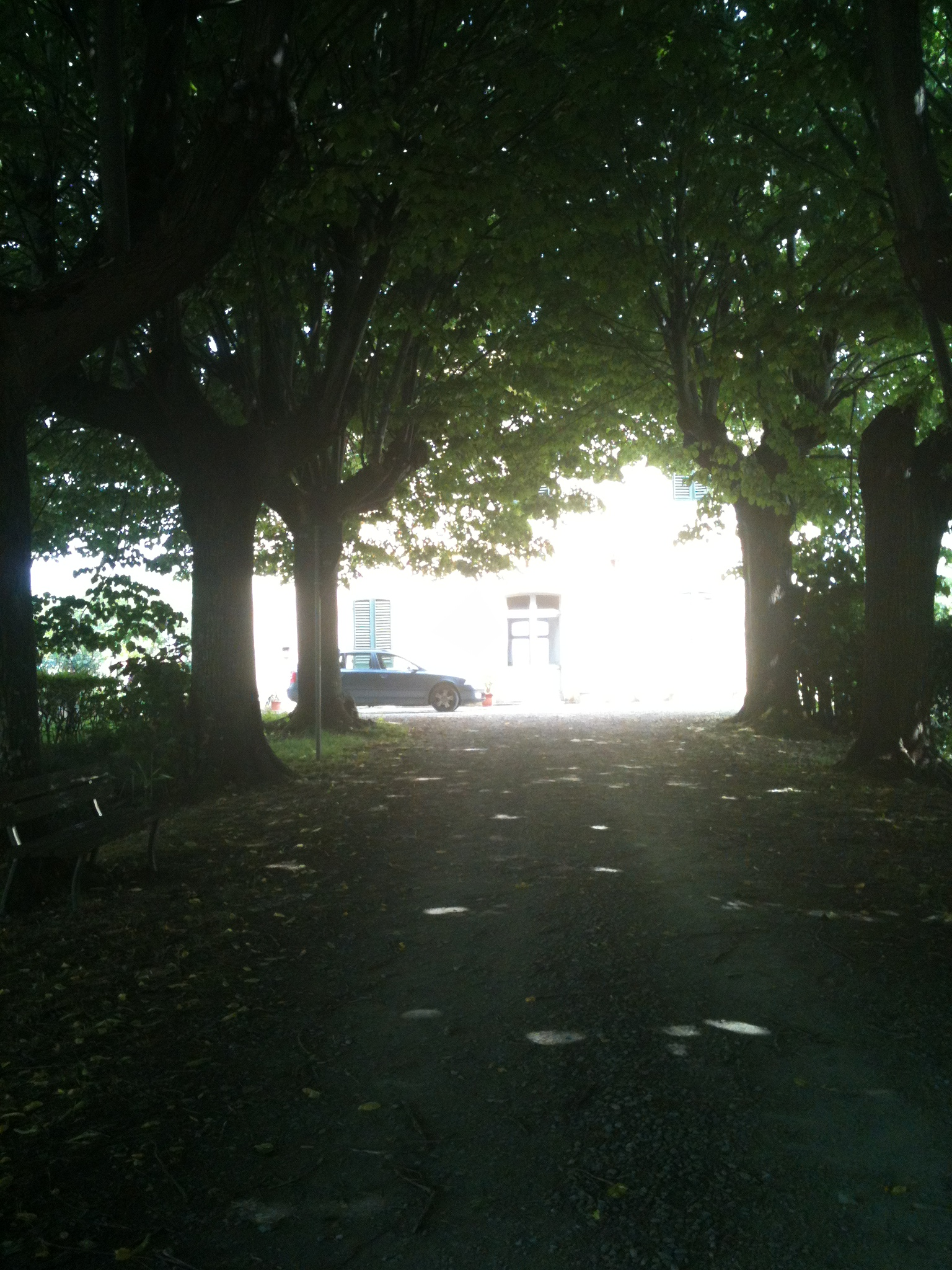
Il viale della stazione

La fermata è costituita da un fabbricato viaggiatori a due livelli, costruito secondo lo stile delle piccole stazioni dell'intera linea. L'edificio è stato convertito ad abitazione privata. Vi era uno scalo merci composto da un piano caricatore, un magazzino e da un tronchino di accesso. L'impianto contava complessivamente due binari, uno di corsa della linea ed un altro per lo scalo merci.

## Movimento
La fermata era servita dalle relazioni regionali Trenitalia svolte nell'ambito del contratto di servizio stipulato con la Regione Toscana denominato anche "Memorario".